# Apanteles folia
Apanteles folia är en stekelart som beskrevs av Nixon 1965. Apanteles folia ingår i släktet Apanteles och familjen bracksteklar. Inga underarter finns listade i Catalogue of Life.